# 양성우
양성우(梁性佑, 1943년 11월 1일 ~ )는 대한민국의 시인. 정치인이다. 제13대 국회의원을 지냈다.

## 생애
전라남도 함평에서 태어났다. 본관은 남원(南原)이다.
1975년 양성우는 광주중앙여자고등학교에서 교사로 일하고 있었는데, 박정희 군사독재를 비판한 <겨울공화국>을 낭독하여 교직에서 파면되었다. 1977년 6월 일본 잡지 '세카이'에 <노예수첩>이라는 저항시를 써, 일명 노예수첩 필화 사건이 터졌다. 그 결과 1979년 건강악화로 가석방 될 때까지 감옥에서 지냈다.
1988년 평화민주당 후보로 서울특별시 양천구 갑 선거구에 출마하여 당선되었고 1992년까지 국회의원으로 활동하였다. 그러나 제14대 국회의원 선거에서 민주당 후보로 같은 선거구에 출마하였다가 민주자유당 박범진 후보에 밀려 낙선하였다.
1997년 11월 제15대 대통령 선거에서 이회창 후보를 지지하기 위하여 한나라당에 입당하였고, 2002년 제16대 대통령 선거에서도 한나라당 이회창 후보를 지지하였다. 2007년 제17대 대통령 선거에서는 한나라당 이명박 후보 캠프에 참여하여 당선을 도왔다. 2009년 8월 11일 제5대 한국간행물윤리위원회 위원장에 선출되었다.

## 학력
- 1957년 학다리중학교 졸업
- 1960년 조선대학교 부속고등학교 제적 (2학년 재학 중 4·19시위 주도)
- 1962년 학다리고등학교 졸업
- 1971년 전남대학교 문리대학 국문학 학사
- 1985년 숭실대학교 대학원 수료

## 경력
- 1960년 민족통일연맹 산하 호남지역고등학생 총연맹 회장
- 1970년 <시인> 지에 시 '발상법', '증언'으로 등단
- 1971년 ~ 1972년 학다리고등학교 교사
- 1972년 ~ 1975년 광주중앙여자고등학교 교사
- 1976년 대한성서공회 문장위원
- 한양대학교 중국문제연구소
- 1984년 자유실천문학인협의회 대표
- 1985년 서울 민주·통일민중운동연합 중앙위원, 부의장
- 1987년 민주쟁취국민운동본부 대변인
- 1988년 제13대 국회의원
- 1991년 민족문학작가회의 이사
- 1991년 민주당 당무기획실장
- 1996년 민주당 대외협력위원회 위원장
- 1997년 한나라당 국책자문위원
- 2002년 민족문학작가회의 자문위원
- 2006년 민주화운동 관련자 명예회복 및 보상심의위 복직판결-거부
- 2007년 한국작가회의 고문
- 대한민국헌정회 정책연구실장
- 2009년 ~ 2012년 제5대 한국간행물윤리위원회 위원장

## 주요 시집
- 《발상법》
- 《신하여 신하여》
- 《겨울공화국》
- 《청산이 소리쳐 부르거든》

이 중 '청산이 소리쳐 부르거든'은 최병선이 곡을 붙여 노래가 되기도 했다.

## 수상 경력
- 1962년 학원문학상 소설부문 당선
- 1985년 제4회 신동엽창작기금

## 역대 선거 결과
|  | 28.16% |

|  | 30.84% |

|  | 11.2% |

## 같이 보기
- 양천구 갑
- 서울 양천구의 국회의원